# Serafschan
Der Serafschan (tadschikisch Зарафшон, Sarafschon; usbekisch Zarafshon; deutsch auch Serawschan von russisch Зеравшан, Serafschan; anglisiert Zeravshan; im Oberlauf auch Матча, Mattscha) ist ein Fluss in Tadschikistan und Usbekistan. Der Name des Flusses ist persischer Herkunft und bedeutet „Goldspender“.
Er entspringt in Tadschikistan auf 2750 m Höhe über dem Meeresspiegel am Serafschangletscher an der Nahtstelle zwischen Serafschan- und Turkestankette. Der Fluss ist 781 km lang und das Einzugsgebiet 4000 km² groß, nach anderen Quellen 877 km bzw. 17.700 km². Nach anderen Angaben ist der Fluss 644 (Brockhaus 1911) bzw. 886 km (Meyers Konversationslexikon, 5. Auflage) lang. An seiner Quelle wird der Fluss Mostchokh-Darja genannt. Erst weiter flussabwärts ändert sich der Name zu Serafschan, nachdem er mehrere Zuflüsse aufgenommen hat.
Die ersten 300 km legt der Fluss in Tadschikistan zurück. Er fließt zwischen der steil zu ihm abfallenden Turkestankette im Norden und der Serafschankette im Süden bis Pandschakent in Richtung Westen in einem engen Tal, das sich von Firman Tepa ab zu erweitern beginnt. Darauf tritt er in das Serafschantal ein, das in der Region Samarkand in Usbekistan liegt. Dort nimmt er nordwestliche Richtung an und wird östlich von Samarkand im Tal Miankal bei dem Berge Tschoponaiy durch einen Damm künstlich zur Bewässerung in zwei Arme geteilt, den Akdarja („Weißer Fluss“) und Karadarja („Schwarzer Fluss“), die sich bei Yangirabot im Bezirk Xatirchi wieder vereinigen.
Insgesamt hat der Serafschan 70 Nebenflüsse. Einige von ihnen erreichen ihn mangels Wasser zeitweise nicht. Der Serafschan ist mit dem Amudarja mit einem Bewässerungskanal verbunden. Der Fluss versickert 20 km vor der Verbindung mit dem Amudarja südwestlich von Buchara in der Wüste im Salzsumpf Karaköl (Karagöl), ohne den Amudarja erreicht zu haben.
An der Eintrittsstelle von Tadschikistan nach Usbekistan beträgt der jährliche Abfluss 5,3 km³ (Milliarden m³). Weiter flussabwärts wächst der Abfluss nur noch auf 5,5 km³. Tadschikistan verbraucht derzeit nur 0,3 km³, also ca. 6–8 % des Abflusses. Das restliche Wasser wird in Usbekistan verbraucht.
Am Serafschan gibt es eine Reihe von Dämmen und Stauseen: Pervomai, Akdarin, Damkhodzhin, Narpai, Karmarin, Shafrikan, Kharkhur, Babkent, und viele große und mittelgroße Kanäle zur Bewässerung und Wasserversorgung. Im Mittellauf sind die Stauseen Tudakul (17.500 oder 22.000 ha), Kuyumazar (1600 ha) und Shurkul (1600 ha). Außerdem gibt es mehrere Reservoire, die sehr salziges Wasser enthalten. Vier Seen erhalten Drainagewasser aus Kanälen: Dengizkul (25.000 ha), Karakyr (12.000 ha), Tuzgan (5700 ha) und Shurgak (1600 ha). In den Regionen Samarkand und Navoiy wird das Wasser zur Bewässerung von 530.000 ha Land gebraucht, auf dem hauptsächlich Agrarprodukte angebaut werden, die dem Bedarf der schnell wachsenden Landbevölkerung dienen.
Bereits um 1900 bewässerten 126 Kanäle 7143 km² (nach Meyer).
Die Wasserqualität hat sich durch den Einfluss des von der Bewässerung zurückfließenden Wassers und des Abwassers von Städten wie Samarkand, Kattakurgan und Navoiy verschlechtert. Der Salzgehalt steigt von 0,27 g/l an seiner Quelle bis auf 2,4 g/l an seiner Mündung. Am stärksten ist der Fluss unterhalb der Städte Kattakurgan und Navoiy verschmutzt.